# 任铁
任铁（1943年8月—），河北定兴人，中华人民共和国政治人物。

## 生平
1963年至1968年，在内蒙古大学物理系学习。1968年至1971年，在内蒙古自治区武川县发电厂工作。1971年至1979年，任武川县公安局办公室干事、副主任。1973年1月，加入中国共产党。1979年至1983年，任中共内蒙古自治区委组织部办公室秘书、青年干部处副处长。1983年至1985年，任中共内蒙古自治区委副秘书长。1985年至1986年任内蒙古自治区劳动人事厅厅长、党组书记。1986年至1989年2月，任中共包头市委书记。1989年2月至1993年5月，任内蒙古自治区经济体制改革委员会主任。1993年5月至1994年1月，任中国人民保险公司北京分公司副总经理、党组副书记。1994年1月至1996年4月，任中国人民保险公司北京分公司总经理、党组书记。1996年4月至1998年8月，任中保财产保险有限公司北京分公司总经理、党组书记。1997年6月停职检查。1999年6月被行政撤职。中共第十三届中央候补委员。